# Terrebonne
Terrebonne es una ciudad del oeste de Quebec, Canadá. Se encuentra en el municipio regional de condado de Les Moulins al sur de la región administrativa de Lanaudière. Está ubicada por la Rivière des Mille Îles, al norte de Montreal y Laval. 
Esta ciudad está dividida en tres sectores: Lachenaie, La Plaine y Terrebonne. Estos sectores eran antes tres ciudades separadas hasta que en 2001 decidieron unirse para formar una sola y nueva ciudad con el nombre de Terrebonne y una población de unos 85 000 habitantes.

## Historia
La ciudad de Lachenaie es la más antigua de las tres poblaciones que conformaron Terrebone, fue fundada en 1670 por Charles Aubert de Lachenaye. En ese entonces, algunos nativos ya poblaban el territorio. La colonización comenzó en 1647, cuando Lachenaie se unió a la Repentigny Seigniory.
La ciudad de La Plaine fue fundada en 1830 sobre fragmentos de otras ciudades (Mascouche, Sainte-Anne-des-Plaines, Saint-Lin y Terrebonne). En aquel momento, los señores de Terrebonne y Lachenaie estaban construyendo la ruta llamada "chemin de la Grande Ligne" para unir las dos ciudades, y cuyo actual nombre es bulevar Laurier. En 1877, se desarrolló el sistema ferroviario, lo que estimuló el crecimiento económico. La villa de Saint-Joachim fue fundada en ese período y más tarde, en 1920, pasaría a llamarse La Plaine.
El primer señor de Terrebonne fue André Daulier-Deslandes, quien consiguió su título en 1673. Tras la edificación del primer puente de madera en 1834, surgieron dos áreas. El área comercial era Terrebonne y el agrícola, Saint-Louis de Terrebonne. En 1985 ambas ciudades se fusionaron.

## Demografía
A la fecha de la fusión en 2001, Lachenaie albergaba a más de 20 000 ciudadanos, La Plaine tenía 17 000 y Terrebonne, alrededor de 46 000 ciudadanos. Esta fusión convirtió a Terrebonne en la décima ciudad más grande de Quebec, con cerca de 83 000 ciudadanos sobre una superficie de 156 km².
En el último censo de población (2011) los habitantes de Terrebone fueron 106 322.

## Ciudades hermanadas
- Vitré, Bretaña, Francia